# تشارلز س. كونلي
تشارلز س. كونلي (بالإنجليزية: Charles C. Conley) هو أستاذ جامعي ورياضياتي أمريكي، ولد في 1933 في رويال أوك في الولايات المتحدة، وتوفي في 20 نوفمبر 1984.